# Diego Gómez (meksykański piłkarz)
Diego Esaú „Chili” Gómez Medina (ur. 10 września 2003 w Pabellón de Arteaga) – meksykański piłkarz występujący na pozycji środkowego pomocnika, reprezentant Meksyku, od 2022 roku zawodnik Necaxy.